# Comté de Madison (Caroline du Nord)
Pour les articles homonymes, voir Comté de Madison.
Le comté de Madison est un comté situé dans l'État de Caroline du Nord aux États-Unis. Son siège est la ville de Marshall.

## Histoire
Le comté a été créé à partie des comtés de Buncombe et de Yancey en 1851. Il a été nommé en l'honneur de James Madison, 4e président des États-Unis.

## Géographie
Le comté de Madison est situé dans les Appalaches, au nord-ouest de la Caroline du Nord. Son territoire est vallonné et boisé. Sa frontière nord est avec l'État du Tennessee.
Son principal cours d'eau est la French Broad qui coule vers le nord/nord-ouest en traversant la ville de Marshall.

## Communautés

### Towns
- Marshall
- Hot Springs
- Mars Hill

### Townships
Le comté possède 11 townships : Beech Glenn, Ebbs Chapel, Grapevine, Hot Springs, Laurel, Mars Hill, Marshall, Revere Rice Cove, Sandy Mush, Spring Creek et Walnut.

### Zones non incorporées
- Faust
- Joe (en)
- Luck (en)
- Petersburg (en)
- Revere (en)
- Spring Creek (en)
- Trust (en)
- Walnut (en)
- Whiterock (en)

## Démographie
| 1860  | 1870  | 1880   | 1890   | 1900   | 1910   |
| ----- | ----- | ------ | ------ | ------ | ------ |
| 5 908 | 8 192 | 12 810 | 17 805 | 20 644 | 20 132 |

| 1920   | 1930   | 1940   | 1950   | 1960   | 1970   |
| ------ | ------ | ------ | ------ | ------ | ------ |
| 20 083 | 20 306 | 22 522 | 20 522 | 17 217 | 16 003 |

| 1980   | 1990   | 2000   | 2010   | - | - |
| ------ | ------ | ------ | ------ | - | - |
| 16 827 | 16 953 | 19 635 | 20 764 | - | - |